# Ruta 159 (Costa Rica)
La Ruta 159, oficialmente Ruta Nacional Secundaria 159, es una ruta nacional de Costa Rica ubicada en la provincia de Guanacaste.

## Descripción
En la provincia de Guanacaste, la ruta atraviesa el cantón de Carrillo (el distrito de Sardinal).